# Roberta Sudbrack
Roberta Fontoura Sudbrack (Porto Alegre, 18 de junho de 1968) é uma chef de cozinha brasileira. Foi eleita em 2015 a melhor chef mulher da América Latina pela revista inglesa '‘Restaurant’'.
Sua formação é completamente autodidata.

## Carreira
Roberta Sudbrack chefiou por sete anos a cozinha do Palácio da Alvorada, residência oficial do Presidente da República do Brasil, no mandato de Fernando Henrique Cardoso. Foi a primeira chef de cozinha na história do Palácio, tendo sido a responsável por todas as refeições do Presidente da República, bem como por todos os jantares e banquetes destinado às autoridades estrangeiras que por lá passaram nesse período. Entre eles, o Rei Juan Carlos e a Rainha Sofia da Espanha; o herdeiro do trono da Inglaterra, Príncipe Charles; o Primeiro Ministro Tony Blair; o Presidente italiano Carlo Azeglio Ciampi; Fidel Castro; todos os Presidentes da América Latina; além de Bill Clinton, Jacques Chirac e vários outros chefes de estado e de Governo que visitaram o Brasil naquele período.
Em 2005, escolheu a cidade do Rio de Janeiro para morar e abrir o restaurante que levou o seu nome. Quando abriu seu restaurante, criou um menu degustação que mudava diariamente de acordo com os ingredientes mais frescos. Uniu a gastronomia aos conceitos de moda, arte, design, música e literatura para atualizar suas referências e lançar, a cada ano, suas coleções gastronômicas. Assim, todo ano, Roberta expunha seu raciocínio culinário a partir de um tema inspirador para suas receitas.
Roberta define sua cozinha como moderna brasileira, numa busca pela preservação da herança gastronômica do país, sem se restringir ao rótulo de uma comida regional.  
Em 2012, foi a chef responsável pela alimentação da delegação brasileira nos Jogos Olímpicos de Londres. Repetiu o feito nos jogos do Rio, em 2016, criando o cardápio do Time Brasil.
Em 2015, Roberta completou 20 anos de carreira (e 10 do restaurante), sendo eleita a melhor chef mulher da América Latina (Veuve Clicquot Latin America's Best Female Chef 2015, da revista inglesa '‘Restaurant’'. O RS, fechado em 2016, acumulou três estrelas no Guia Quatro Rodas, e uma no Guia Michelin, além dos incontáveis prêmios e honrarias recebidos ao longo desta década. Em 2012 e 2013 figurou entre os 100 melhores restaurantes do mundo (segundo a revista inglesa  Restaurant). Já em 2014, foi o único restaurante brasileiro entre os 50 melhores do mundo (48º colocação) segundo a publicação britânica Elite Traveler.
Em 2015, inaugurou  a Garagem da Roberta, seu bar de comida de rua no Rio de Janeiro. No ano de 2017, a Vigilância Sanitária da cidade do Rio de Janeiro  apreendeu no estande da chef no Rock in Rio 160 kg de comida, que serviriam como ingredientes dos sanduíches que seriam preparados. Roberta Sudbrack manifestou repúdio pela ação nas redes sociais, afirmando que o órgão municipal havia jogado jogado no lixo a comida recolhida, o que foi confirmado em vídeo registrado na hora e reproduzido pelo jornal O Globo e pela TV Globo. A chef também alegou que o motivo da apreensão do material seria apenas um problema burocrático, já que eram produtos artesanais e dentro do prazo de validade de pequenos produtores brasileiros, que poderia ser facilmente resolvido, sendo, em sua opinião, algo facilmente contornável, e portanto, a ação da autarquia haveria sido desproporcional, o que a o órgão municipal não negou. Devido a este fato, a chef decidiu cancelar sua participação no evento.Este acontecimento gerou um amplo debate público acerca da burocracia que impede a livre circulação pelo Brasil de produtos artesanais de pequenos produtores. 
No dia 18 de setembro de 2017, o  jornal Folha de SP publicou uma análise sobre as deficiências desta legislação intitulado 'Apreensão de alimentos no Rock in Rio mostra anacronismo de lei'.
Como desdobramento positivo do incidente no Rock in Rio, no dia 21 de março de 2018 foi aprovado o projeto de lei que visa a desburocratizar a comercialização de produtos de origem animal feitos artesanalmente no país. Com a aprovação do texto, que ainda terá que passar pelo Senado, haverá a substituição de uma regulamentação federal por uma estadual. Em entrevista dada ao jornal o Globo no dia da aprovação, Roberta Sudbrack declarou "que ainda há um caminho a ser percorrido, já que não adianta vir uma lei para simplificar e um regulamento para complicar, ou que permita um entendimento contrário ao espírito do que a lei quis consagrar, que é prestigiar a manufatura de qualidade do Brasil".

## Livros
- "Uma chef, um palácio" - Roberta Sudbrack - Editora DBA, 2001 - ISBN 9788572342209
- "Bom pra Cachorro: Gastronomia Canina" - Roberta Sudbrack - Editora Senac, 2004 - ISBN 9788587864406
- "Eu sou do camarão ensopadinho com chuchu" - Roberta Sudbrack - Editora Tapioca, 2013 - ISBN 9788567362007